# Salvatore Lanna
Salvatore Lanna (Carpi, 31 luglio 1976) è un allenatore di calcio ed ex calciatore italiano, di ruolo difensore.

## Carriera

### Giocatore
Cresciuto nelle giovanili del Carpi, formazione della sua città natale, esordisce in Serie C1 nel 1994-1995 nella Reggina (Turris-Reggina 0-2 doppietta di Alfredo Aglietti, giocando 6 partite e ottenendo la promozione in serie B.
La stagione 1995-1996 è quella del suo ritorno al Carpi, sempre nella terza serie nazionale. Il rendimento del giocatore in questa annata (30 presenze in campionato) gli vale l'interessamento del Chievo Verona, che lo acquista per la stagione 1996-1997 in Serie B.

#### Chievo
Nei primi anni in Serie B con la società veronese, Lanna deve lottare per il posto da titolare in squadra con il terzino sinistro del Chievo di allora, Andrea Guerra. Nella stagione 1996-1997, in cui il Chievo è guidato da Alberto Malesani, Lanna disputa 23 incontri.
L'anno successivo Silvio Baldini gli preferisce spesso Guerra, e riesce a disputare 14 partite. Nel 1998-1999 invece colleziona 23 presenze.
La stagione 1999-2000 lo vede in campo 19 volte con 2 reti (le prime della sua carriera). Nel 2000-2001 con 34 presenze ed una rete contribuisce alla storica promozione in Serie A. Nella stagione 2001-2002 debutta nella massima serie, il 26 agosto 2001 in Fiorentina-Chievo (0-2), come gran parte dei suoi compagni di squadra.
Nell'anno del "miracolo Chievo" guidato da Luigi Delneri gioca quasi tutte le partite di campionato, scendendo in campo 33 volte. Nelle annate successive rimane titolare inamovibile: 31 presenze nella stagione 2002-2003, 32 presenze con 3 reti (stagione più prolifica) nel 2003-2004. Nell'annata 2004-2005, con il ritiro dal calcio giocato di Maurizio D'Angelo, diventa vice-capitano della squadra clivense; in quell'anno disputa 35 partite.
Nel 2005-2006 ha giocato 37 partite, nel 2006-2007 disputa 31 gare in campionato con la formazione gialloblù (scendendo peraltro varie volte in campo con la fascia di capitano, date le frequenti defezioni di Lorenzo D'Anna), non riuscendo ad evitare la prima retrocessione in Serie B della storia del Chievo, dopo sei stagioni nella massima serie.
È secondo per numero di presenze (199) dietro Sergio Pellissier (+300), il calciatore con più presenze in Serie A con la maglia del Chievo.

#### Torino, Bologna e Reggiana
Nell'estate 2007 si trasferisce al Torino, ed in maglia granata gioca 29 partite segnando anche una rete.
L'8 agosto 2008 passa al Bologna in comproprietà.
Il 26 giugno 2009 il suo cartellino passa interamente al Bologna in seguito alla risoluzione della comproprietà avvenuta tramite l'offerta in busta. Da segnalare che entrambe le squadre non hanno offerto nulla in busta: il giocatore è dunque passato interamente al Bologna poiché è con essa che aveva firmato l'ultimo contratto.
A fine stagione resta svincolato.
Il 25 ottobre 2010 il difensore viene tesserato dalla società Reggiana, in Lega Pro-Prima Divisione.

### Allenatore
Il 29 dicembre 2011, appesi gli scarpini al chiodo, è chiamato a sostituire Amedeo Mangone proprio sulla panchina della Reggiana. La stagione successiva l'incarico di allenatore della Reggiana viene affidato a Lamberto Zauli mentre Lanna assume il ruolo di collaboratore tecnico del settore giovanile.
Il 2 ottobre 2012 rescinde il suo contratto consensualmente col club granata e va a ricoprire il ruolo di vice-allenatore del suo ex compagno di squadra Eugenio Corini al Chievo Verona. Torna ad allenare il 1º dicembre 2016, seguendo il mister bresciano come vice anche al Palermo, al Novara, al Brescia e al Lecce.
Il 23 marzo 2022, sempre come vice, segue Eugenio Corini nuovamente al Brescia e, nel luglio 2023, nuovamente al Palermo. 

## Statistiche

### Presenze e reti nei club
| Stagione            | Squadra             | Campionato          | Campionato | Campionato | Coppe nazionali | Coppe nazionali | Coppe nazionali | Coppe continentali | Coppe continentali | Coppe continentali | Totale | Totale |
| Stagione            | Squadra             | Comp                | Pres       | Reti       | Comp            | Pres            | Reti            | Comp               | Pres               | Reti               | Pres   | Reti   |
| ------------------- | ------------------- | ------------------- | ---------- | ---------- | --------------- | --------------- | --------------- | ------------------ | ------------------ | ------------------ | ------ | ------ |
| 1994-1995           | Reggina             | C1                  | 6          | 0          | CI+CI-C         | 1+?             | 0+?             | -                  | -                  | -                  | 7+     | 0+     |
| 1995-1996           | Carpi               | C1                  | 30         | 0          | CI+CI-C         | ?+?             | ?+?             | -                  | -                  | -                  | 30+    | 0+     |
| 1996-1997           | Chievo              | B                   | 24         | 0          | CI              | 1               | 0               | -                  | -                  | -                  | 25     | 0      |
| 1997-1998           | Chievo              | B                   | 14         | 0          | CI              | 1               | 0               | -                  | -                  | -                  | 15     | 0      |
| 1998-1999           | Chievo              | B                   | 23         | 0          | CI              | 4               | 0               | -                  | -                  | -                  | 27     | 0      |
| 1999-2000           | Chievo              | B                   | 19         | 2          | CI              | 4               | 0               | -                  | -                  | -                  | 23     | 2      |
| 2000-2001           | Chievo              | B                   | 34         | 1          | CI              | 3               | 0               | -                  | -                  | -                  | 37     | 1      |
| 2001-2002           | Chievo              | A                   | 33         | 0          | CI              | 3               | 0               | -                  | -                  | -                  | 36     | 0      |
| 2002-2003           | Chievo              | A                   | 31         | 0          | CI              | 2               | 0               | CU                 | 2                  | 0                  | 31     | 0      |
| 2003-2004           | Chievo              | A                   | 32         | 3          | CI              | 3               | 0               | -                  | -                  | -                  | 33     | 3      |
| 2004-2005           | Chievo              | A                   | 35         | 0          | CI              | 0               | 0               | -                  | -                  | -                  | 35     | 0      |
| 2005-2006           | Chievo              | A                   | 37         | 0          | CI              | 3               | 0               | -                  | -                  | -                  | 40     | 0      |
| 2006-2007           | Chievo              | A                   | 31         | 0          | CI              | 2               | 0               | UCL                | 2                  | 0                  | 35     | 0      |
| Totale ChievoVerona | Totale ChievoVerona | Totale ChievoVerona | 313        | 6          |                 | 26              | 0               |                    | 4                  | 0                  | 343    | 6      |
| 2007-2008           | Torino              | A                   | 29         | 1          | CI              | 3               | 0               | -                  | -                  | -                  | 32     | 1      |
| 2008-2009           | Bologna             | A                   | 22         | 0          | CI              | 1               | 0               | -                  | -                  | -                  | 23     | 0      |
| 2009-2010           | Bologna             | A                   | 33         | 0          | CI              | 1               | 0               | -                  | -                  | -                  | 34     | 0      |
| Totale Bologna      | Totale Bologna      | Totale Bologna      | 55         | 0          |                 | 2               | 0               | -                  | -                  | -                  | 57     | 0      |
| 2010-2011           | Reggiana            | LP1                 | 23         | 1          | CI+CI-C         | 0+?             | 0+?             | -                  | -                  | -                  | 23+    | 1+     |
| 2011-2012           | Reggiana            | LP1                 | 9          | 0          | CI+CI-C         | 1+?             | 0+?             | -                  | -                  | -                  | 10+    | 0+     |
| Totale Reggiana     | Totale Reggiana     | Totale Reggiana     | 32         | 1          |                 | 1+              | 0+              | -                  | -                  | -                  | 33+    | 0+     |
| Totale carriera     | Totale carriera     | Totale carriera     | 465        | 8          |                 | 33+             | 0+              |                    | 4                  | 0                  | 501+   | 7+     |

## Palmarès
- Campionato italiano Serie C: 1

Reggina: 1994-1995